# Ожива

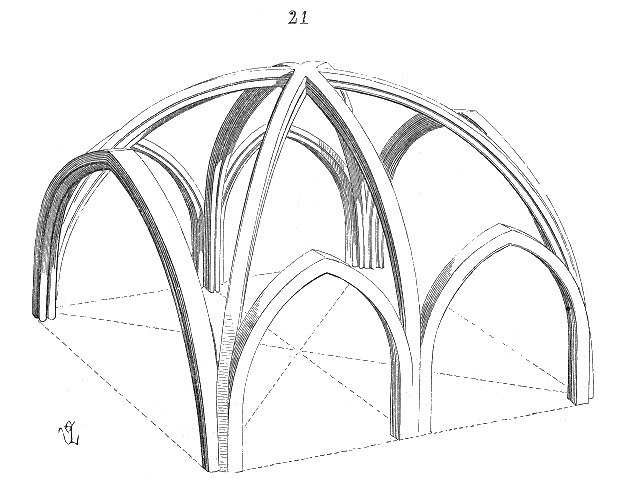
Схема перекрытия травеи стрельчатыми и оживными арками

Ожива (фр. ogive, ogival — поддерживающий) — конструктивный элемент готической архитектуры, диагональная арка крестового свода, образуемого пересечением двух полуцилиндрических сводов под прямым углом.
При переходе в XII—XIII веках от тяжёлых сводов романской архитектуры к более лёгкой каркасной конструкции именно диагональные профилированные рёбра свода — ожива — несли на себе всю нагрузку, перераспределяя её на боковые устои. До начала XX века, опираясь на сочинения Эжена Виолле-ле-Дюка, «оживной аркой» называли любые арки, не делая различия между стрельчатыми и полуциркульными. Между тем, именно полуциркульные диагональные арки придают прочность готической конструкции.

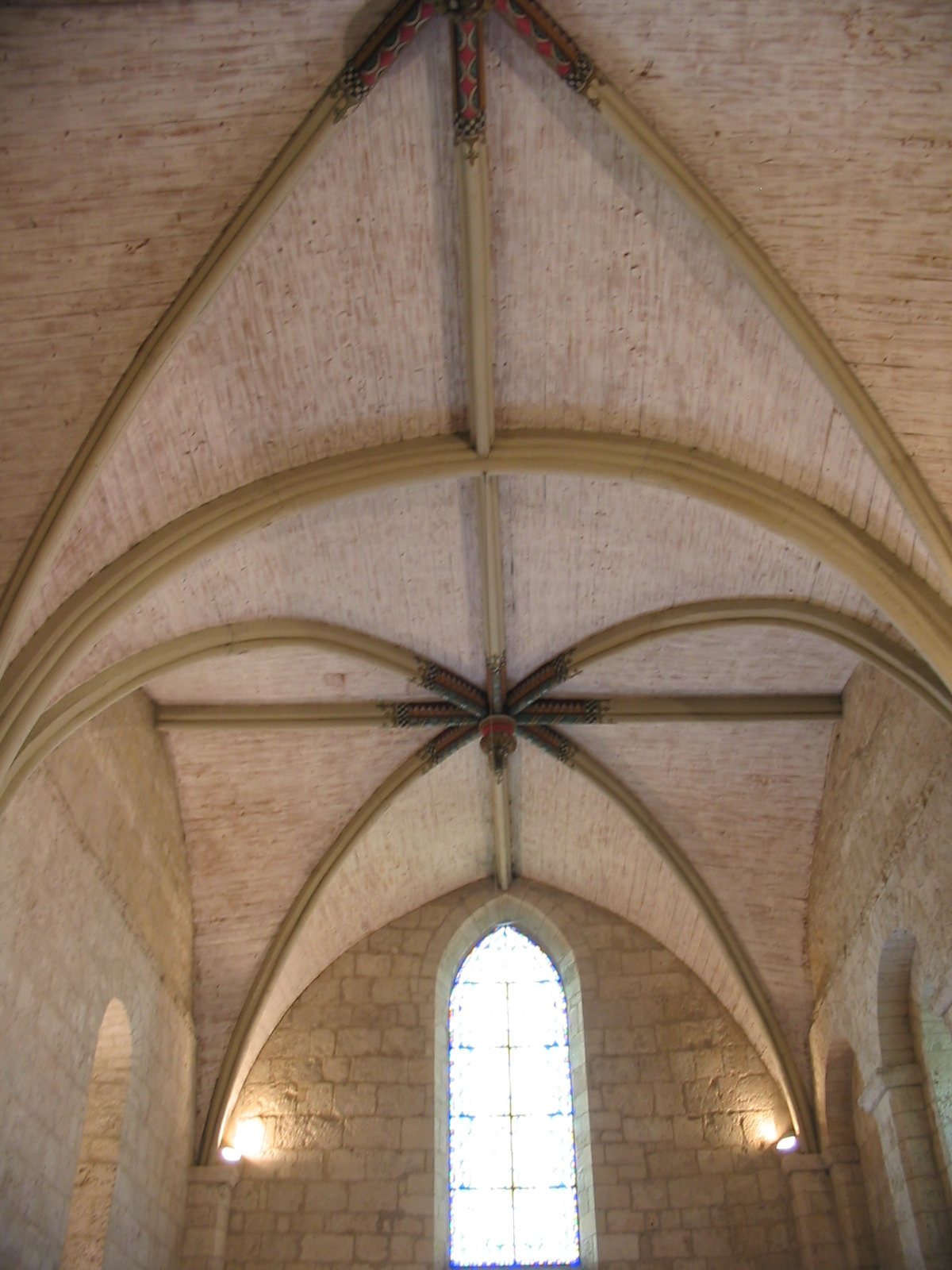
Оживные (диагональные) арки церкви Сен-Жорж-д’Олерон

Считается также, что именно стрельчатая форма наиболее характерна для готического стиля. Однако согласно О.Шуази романские зодчие одинаково применяли и полуциркульные и стрельчатые арки. В каждой травее (пролёте) сооружения готического стиля строители ради прочности конструкции стремились уравнять по высоте стрельчатые боковые («щёковые») и полуциркульные диагональные арки, создавая тем самым возможность облегчения заполнения сводов между нервюрами. «Таким образом, именно полуциркульное, а не стрельчатое очертание, является основным для готического свода». Поэтому и распалубки выкладывали как самостоятельные сводчатые поверхности, также связанные с диагональными арками. Такие арки образуют нечто вроде постоянных кружал из камня, обеспечивая прочность конструкции свода любого размера. Отсюда и название «ожива».
Изобретение диагональной арки «ожива» связывают с деятельностью аббата Сюжера (Сугерия), строителя церкви Сен-Дени в окрестностях Парижа. Поэтому «оживной стиль», как минимум на ранней стадии развития, считают характерным именно для французской готики. Термин «оживной стиль» (art ogival) в 1830-х годах ввёл французский историк и археолог, граф Арсисс де Комон.